# Dominó sügér
A dominó sügér vagy hárompettyes poroszhal (Dascyllus trimaculatus) a sugarasúszójú halak (Actinopterygii) osztályához, a sügéralakúak (Perciformes) rendjéhez és a korállszirtihal-félék (Pomacentridae) családjához tartozó, a Dascyllus nembe sorolt faj. Az indo-csendes-óceáni térség trópusi tengereinek lakója, kismérete és a fiatalabb példányaira jellemző különleges színvilág miatt kedvelt akváriumi hal.

## Előfordulása
A dominó sügér előfordul 55 méteres mélységig a Vörös-tengertől és Kelet-Afrikától  kezdve egészen a Pitcairn-szigetekig. A faj nyugati elterjedési határa a Japán szigetvilág déli részei és Ausztrália északi partjai.

## Megjelenése
A hal színe szürkétől a feketéig terjed, maximális nagysága 14 centiméter. A faj jellegzetessége a dominóhoz hasonlítható fehér foltok, melyből egyet a szeme között a fején és egyet-egyet az oldalain visel. A színezete mellett a foltok erőssége is változó lehet, sőt a fején viselt folt, akár láthatatlannak is tűnhet. A tudományos nevében szereplő Trimaculatus is azt jelenti, hogy "három pöttyös" vagyis utal a halon előforduló három nagy fehér foltra. Ezek a foltok miatt kapta a "dominó" nevet. A fiatal példányai még látványos élénk fekete-fehér színben pompáznak, azonban idősebb korára veszít a színének élénkségéből és szürkébb árnyalatot ölt.

## Életmódja
Algákkal, apró rákokkal és planktonnokkal táplálkozik. Általában kisebb csoportokban a korallok vagy nagyobb sziklák környékén fordul elő. A fiatalabb példányait meg lehet találni a nagyobb tengerirózsák környékén vagy a tengerisünök és korallok adta menedékekben. Akváriumi tartásakor a kezdetben barátságos halak idősebb korukban agresszívvé válhatnak.

## Galéria
A képeken jól látható, hogy élőhelyein kisebb csoportokat alkot és szimbiózisban él egyes tengerirózsákkal.

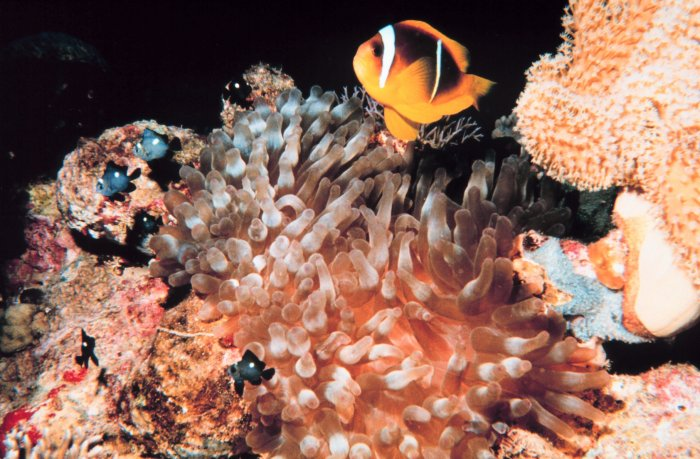
A képen egy tengerirózsa Entacmaea quadricolor és egy bohóchal Amphiprion bicinctus társaságában látható a dominó sügérek egy kisebb csoportja
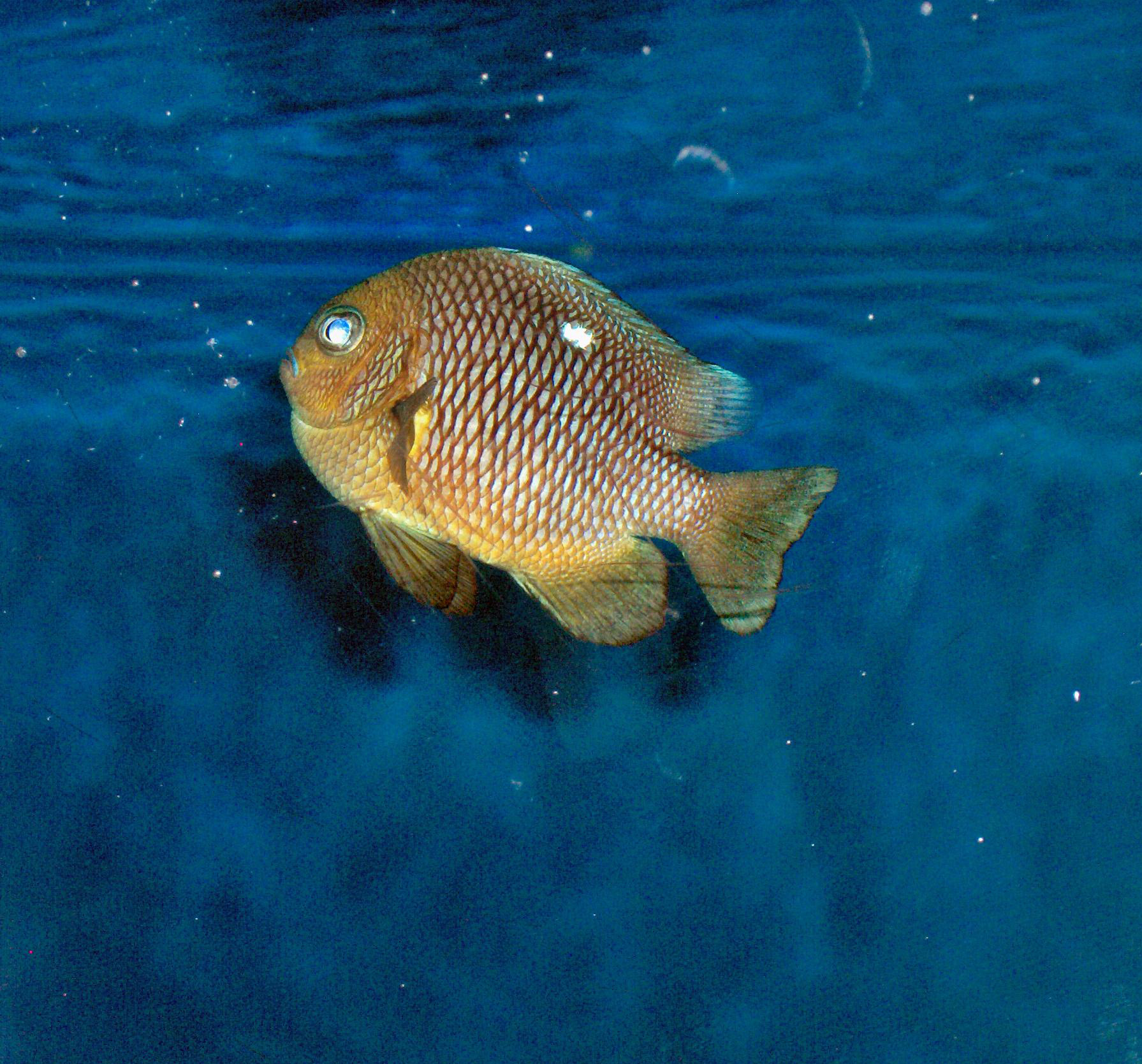
Akváriumban tartott idősebb példány
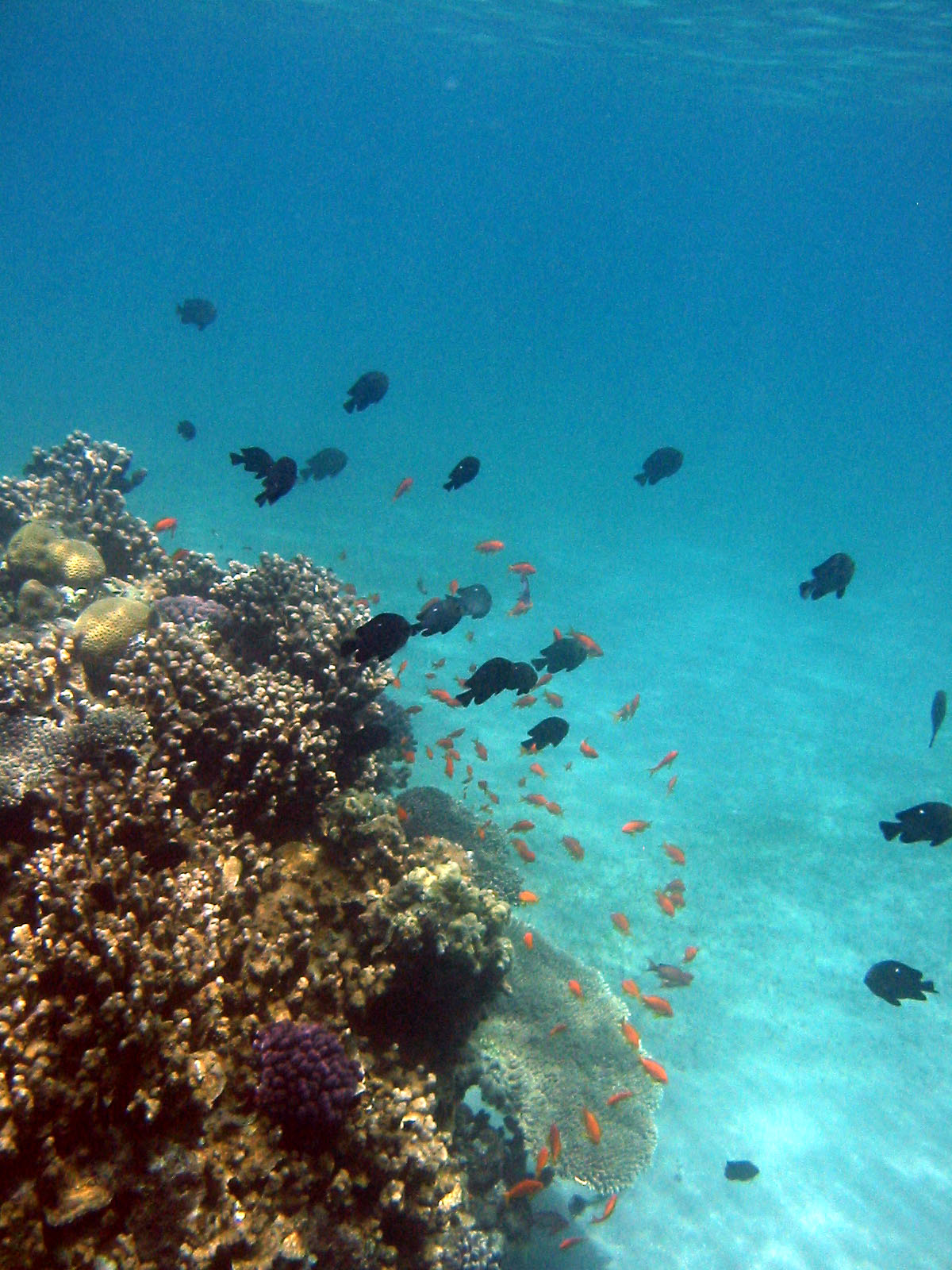
Dominó sügérek csoportja (Taba, Egyiptom)

## További információk

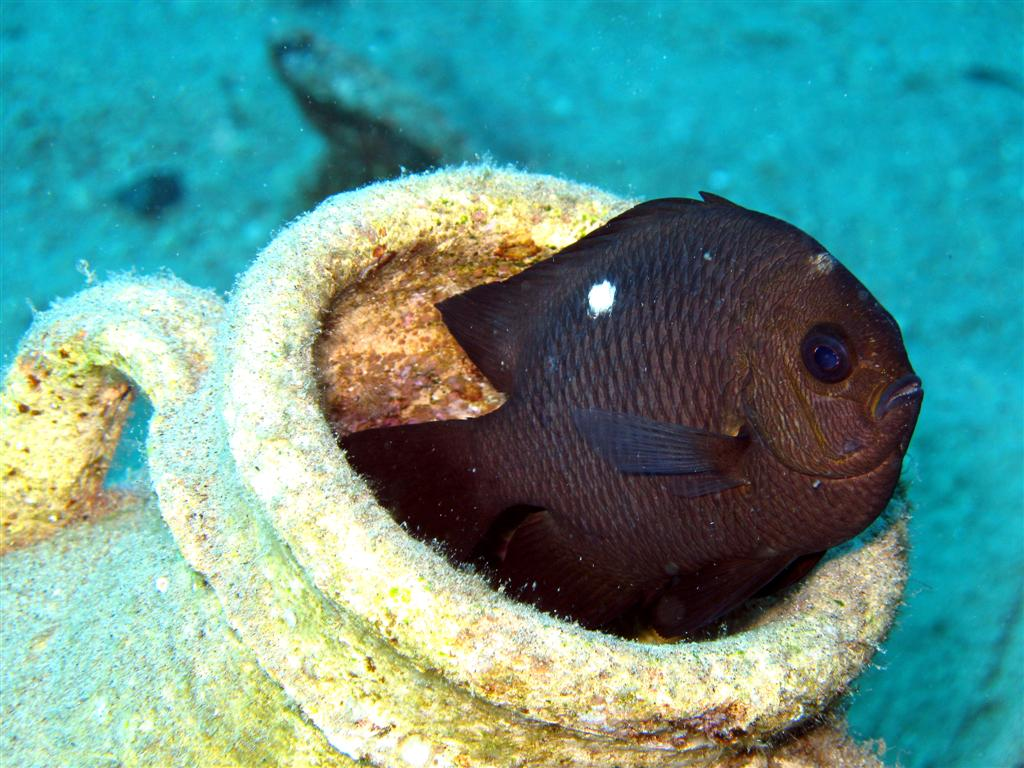
Akváriumban is keresi a fedett részeket

## Fordítás
- Ez a szócikk részben vagy egészben  a   Threespot dascyllus című angol Wikipédia-szócikk ezen változatának fordításán alapul.  Az eredeti cikk szerkesztőit annak laptörténete sorolja fel. Ez a jelzés csupán a megfogalmazás eredetét és a szerzői jogokat jelzi, nem szolgál a cikkben szereplő információk forrásmegjelöléseként.

### Internetes leírások a dominó sügérről
- A faj adatlapja a FishBase oldalán. FishBase. (Hozzáférés: 2012. március 9.)
- A taxon adatlapja az ITIS adatbázisában. Integrated Taxonomic Information System. (Hozzáférés: 2012. március 9.)
- domino damsel Dascyllus trimaculatus (Rüppell, 1829). BioLib.cz. (Hozzáférés: 2012. március 9.)
- Dascyllus trimaculatus  threespot humbug (angol nyelven). Encyclopedia of Life. (Hozzáférés: 2012. március 10.)
- Dascyllus trimaculatus (Rüppell, 1829) (angol nyelven). uBio. (Hozzáférés: 2012. március 10.)
- Dascyllus trimaculatus (Rüppell, 1829). WoRMS World Register of Marine Species. (Hozzáférés: 2012. március 10.)
- Dascyllus trimaculatus. aquabase.org. [2006. január 10-i dátummal az eredetiből archiválva]. (Hozzáférés: 2012. január 29.)
- Dascyllus trimaculatus. NCBI Taxonomy browser. (Hozzáférés: 2012. január 29.)